# Xihe (kinesisk mytologi)

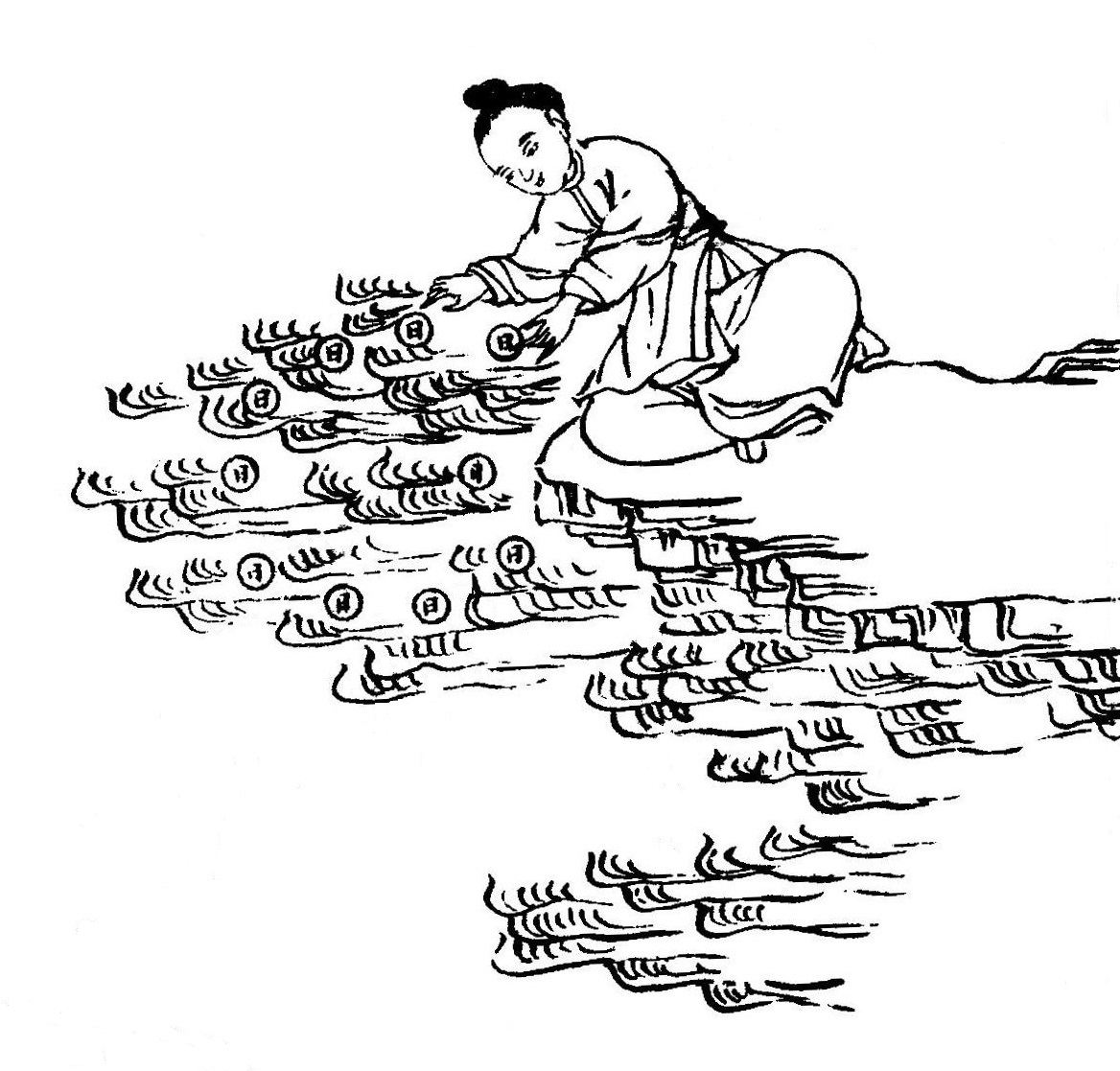
Xihe med sina solar.

Xihe var en solgudinna i kinesisk mytologi.
Hon var de tio solarnas moder, och körde varje dag med en av sina solsöner i en vagn dragen av en drake över himlavalvet. Hon troddes också regelbundet tvätta sina barn i en flod. Xihe var en av de två makorna till himmelsguden Di Jun; den andra hustrun var mångudinnan Changxi, som på samma sätt färdades med något av sina tolv månbarn över himmelen i sin vagn. 
Solgudinnan och mångudinnan associeras med solkalendern respektive månkalendern, som de troddes ha uppfunnit för att hålla reda på vilket av sina barn som stod på tur att åka med vagnen över himlen. De var varandras motpoler och associeras med begreppet yin och yang. 

### Fotnoter
1. ↑  Wu, Zhongxian; Wu, Karin Taylor (2014). Heavenly Stems and Earthly Branches: The Heart of Chinese Wisdom Traditions. Singing Dragon. ISBN 9780857011589.